# Palača Stratti, Trst
Palača Stratti je eno od poslopij, ki obkrožajo Trg Unità v Trstu, in sicer osrednja zgradba na desni Občinske palače. 
Stoji približno na kraju, kjer je včasih bil stari mandrač (manjše pristanišče) in delno gradič Amarina, ki so ga bili postavili Benečani začasa njih vlade. Gradič je bil kmalu porušen in mandrač zapolnjen in na tem mestu so v trinajstem stoletju sezidali prvo občinsko palačo, ki je imela pročelje proti notranjosti trga, na nje hrbtni strani pa je bila mestna klavnica. V poznejših stoletjih je bil občinski sedež večkrat prenešen in na tem kraju so se vrstila razna poslopja, v glavnem sedež starega hotela in igralnice, ki sta se pozneje (19. stoletje) preselila na drugo stran trga.
Prvotno zgradbo je leta 1839 popolnoma obnovil arhitekt Buttazzoni za bogatega grškega trgovca Strattija, a njena dograditev je zahtevala zelo visoko ceno, 500 tisoč zlatih florintov, kolikor jih niti Stratti ni imel. Tako je bila že po sedmih letih zgradba postavljena na dražbo, a dokončno je dobila gospodarja šele leta 1872, ko jo je kupila zavarovalnica Assicurazioni Generali. Bila je popolnoma obnovljena in preurejena in na streho je bila postavljena nad ime novega lastnika ogromna kiparska skupina, ki je prej krasila notranje dvorišče poslopja. 
Izdelal jo je Luigi Zandomeneghi in predstavlja vse dejavnike tržaškega razvoja v tistem obdobju. Velikanska ženska podoba je alegorija mesta, ki razkazuje svoja bogastva. Tako je viden na levi strani (proti morju) steber z vklesanim poslopjem in kapitel, kar predstavlja urbanistični razvoj mesta; zraven so doprsni kip mladeniča, slikarska tablica s čopiči in citre, znaki kulturnega razmaha. Zanimiva je sova na kapitelu, v grški mitologiji simbol razuma. Na drugo stran alegorije mesta je bila postavljena lokomotiva, ki jo je bil Stephenson daroval Avstriji leta 1837, ter skupina orodja in zobato kolo, ki predstavljata tehnološki napredek.
Pritličje zaseda od samega začetka Caffe' degli Specchi (= kavarna z zrcali), znamenito shajališče tržaških trgovcev vseh časov. 